# 五商
五商是指稱明末清初鄭芝龍、鄭成功家族發展的貿易組織，以金、木、水、火、土的五行及仁、義、禮、智、信的五常分為山五商（批發）及海五商（船隊），各為一個獨立系統、不相隸屬。

## 山五商
山五商以杭州為中心活動，以五行為稱。金、木、水、火、土是五大批發商的名稱，因絲綢生產地在江南，以杭州為集散地，又瓷器出產在江西，從杭州採購亦極便利。其他物品如：紹興綾、絲、白綾、縐紗、藥材。

## 海五商
海五商以廈門為基地，以五常為稱。仁、義、禮、智、信是五支船隊的名稱，行駛於中國、日本、朝鮮、琉球、台灣、菲律賓、中南半島諸國，南至巴達維亞。業務是銷售、對外採購、令旗出租、收稅、人力仲介、客運。

### 收稅
到明鄭時期，鄭家已在东亚海上取得绝对的制海權，除自家船隊外，其他商船亦需獲得許可才可通行。又從台灣開往廈門的船隻鄭氏徵收商船洋稅，由何斌在台灣先收，到廈門後憑何斌之收據核算，不再重徵。若有何斌之證明亦可先行將貨物出售後再交納洋稅。　
亦有當時歐洲人的記錄：「國王（指鄭經）之巡邏船，遇見任何中國船時，若無通行證者，即予以扣留。」顯然當時在台海絕無滿清之船通行。

## 銀行金庫
鄭家的公庫有二個：
1. 裕國庫，主管是張恢，此庫可能是為山五商所設的，其支付的對象是軍餉、文武官員給俸。
2. 利民庫，此是收兩洋的船本和盈利，主管是林義。兩庫都直接屬戶官鄭泰所管轄。利民庫的銀兩，對五商的供應及銷售商可以給予借貸的方便，利息為月息百分之一．三，利息不高。

此外還有
- 日本長崎唐通事處

鄭氏船運，出超甚多，東洋航線在回程中，少帶回程貨，大都帶回銀子（日本是知名金銀產地）。船所盈餘的錢，有一部份寄存在日本長崎唐通事處。累積數量頗多。